# Ordnance BL 60 lb
Il Ordnance 5 in BL 60 lb era un cannone medio britannico dal calibro di 5 in (127 mm) progettato nel 1904. Il BL 60 lb costituì il cannone più importante dell'artiglieria inglese durante la prima guerra mondiale. Venne utilizzato principalmente dalla Royal Garrison Artillery e il suo impiego principale fu quello del tiro di controbatteria.

## Sviluppo
Già durante la guerra contro i boeri, vennero modificate delle bocche da fuoco navali da 119 per eseguire tiri a lungo raggio. Gli effetti furono positivi, nonostante il peso, e si richiese alla Elswick un cannone capace di sparare proiettili da 60 libbre calibro 127 mm. Nel 1914 ci si rese conto che questa arma era utilissima, e vennero richieste altre quantità, che si cercò di produrre ricorrendo a varie modifiche e improvvisazioni.

## Caratteristiche
Il cannone di per sé aveva una lunga canna, retraibile sopra l'affusto per ridurre la lunghezza del cannone durante la marcia. La coda era lunga, come sistema di ammortizzazione del rinculo vi erano 2 cilindri idropneumatici sopra il cannone, visto che uno non sarebbe stato sufficiente e oltretutto pericoloso in caso di rottura. Le ruote erano molto larghe, metalliche, simili a quelle di un trattore per aumentare la superficie sul terreno.
Il cannone poteva sparare un proiettile del peso di 27,3 kg (60 lb) alla distanza di 9,4 km (10.300 iarde).
Il suo peso era di 4,4 ton (4 t) e per il suo spostamento richiedeva un tiro di dodici cavalli, poi sostituito da un trattore d'artiglieria Holt.

## Mark II
Nell'ultimo anno del conflitto, 1918, entrò in servizio la versione Mark II, con cannone più lungo, nuovo sistema di rinculo ed altro. Successivamente questa venne modificata con un nuovo affusto che però accresceva il peso totale dell'arma di una tonnellata, rendendo necessario per il suo spostamento il ricorso ad un traino meccanico. Questa arma venne anche montata sul Gun Carrier Mark I.
Il 60 pounder rimase in servizio fino al 1944 sebbene gli ultimi combattimenti nei quali fu impiegato furono quelli della campagna del Nord Africa.